# ADAC Formel Masters
A ADAC Formel Masters era uma categoria de fórmula disputada na Alemanha disputada de 2008 a 2014, chancelada pela ADAC. A categoria era voltada para formação de novos pilotos, recém saídos do kartismo, disputando nesse nicho com a Fórmula BMW. A categoria servia como escola para a Copa ATS de Fórmula 3 (Fórmula 3 Alemã). A categoria foi descontinuada em 2014, sendo substituída pela ADAC Fórmula 4 em 2015.
A categoria revelou pilotos como Armando Parente, Daniel Abt, Kevin Magnussen, Pascal Wehrlein, Emma Kimiläinen e Beitske Visser.

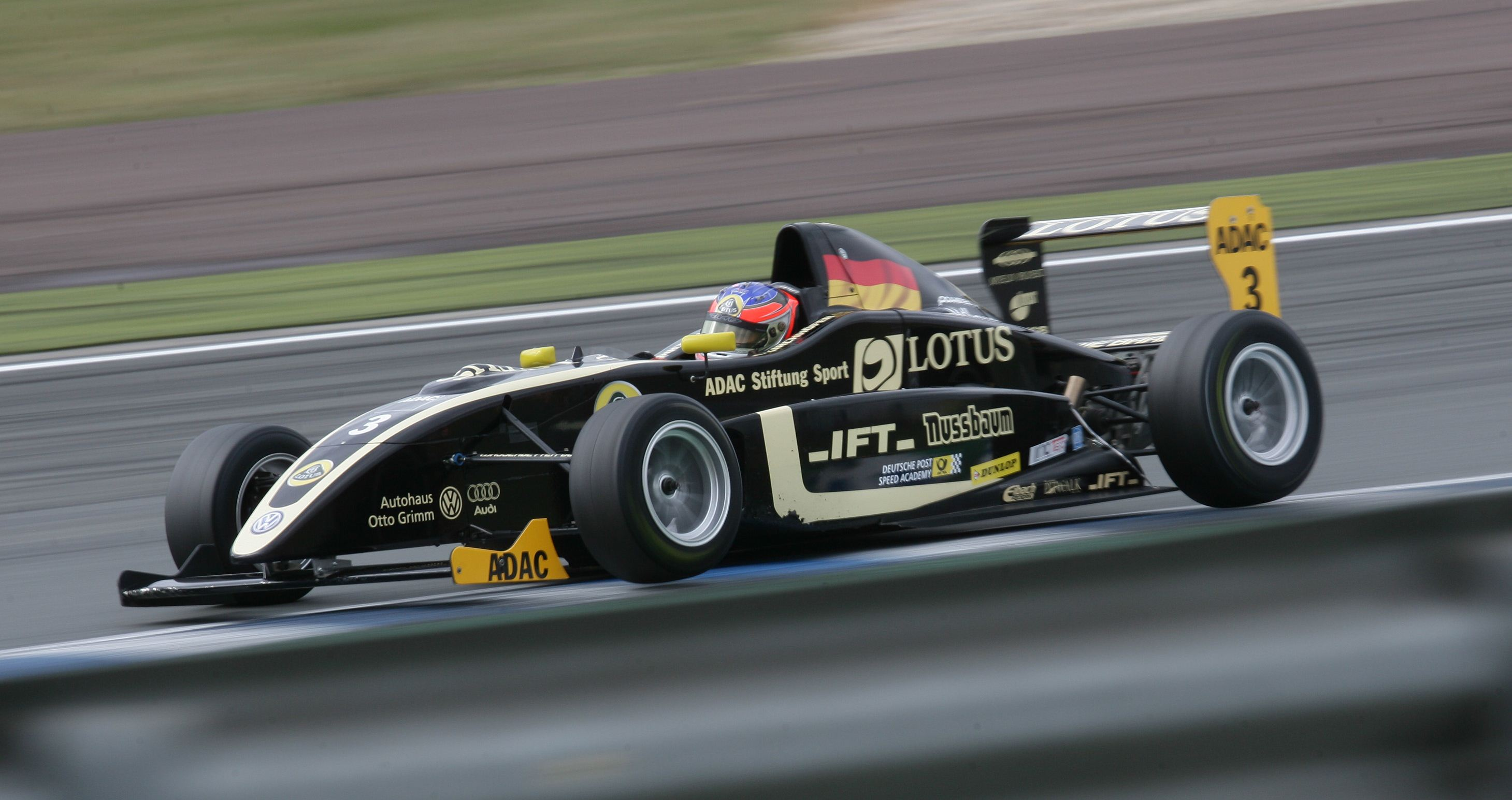
Marvin Kirchhöfer na ADAC Formel Masters, 2012

## Formato da Categoria
Uma etapa da categoria era composta por uma sessão de treinos livres de 45 minutos na sexta-feira e uma sessão de qualificações de 30 minutos, seguidas de três baterias (uma na sexta, outra no sábado e outra no domingo), cada bateria tendo 25 minutos.
As qualificações determinam as posições na primeira e segunda bateria. A terceira bateria, que acontece no domingo, tem seu grid decidido pelo resultado da segunda bateria, com o grid invertido do 1º ao 8º lugar (ou seja, o oitavo lugar fica com a pole position do terceira bateria).

### Pontuação

#### 2008 a 2010
| 1º | 2º | 3º | 4º | 5º | 6º | 7º | 8º | 9º | 10º |
| 20 | 15 | 12 | 10 | 8  | 6  | 4  | 3  | 2  | 1   |
| -- | -- | -- | -- | -- | -- | -- | -- | -- | --- |

#### 2011
| 1º | 2º | 3º | 4º | 5º | 6º | 7º | 8º | 9º | 10º |
| 25 | 18 | 15 | 12 | 10 | 8  | 6  | 4  | 2  | 1   |
| -- | -- | -- | -- | -- | -- | -- | -- | -- | --- |

#### 2012 a 2014
| Sistema de pontuação para a primeira e segunda bateria | Sistema de pontuação para a primeira e segunda bateria | Sistema de pontuação para a primeira e segunda bateria | Sistema de pontuação para a primeira e segunda bateria | Sistema de pontuação para a primeira e segunda bateria | Sistema de pontuação para a primeira e segunda bateria | Sistema de pontuação para a primeira e segunda bateria | Sistema de pontuação para a primeira e segunda bateria | Sistema de pontuação para a primeira e segunda bateria | Sistema de pontuação para a primeira e segunda bateria |
| 1º                                                     | 2º                                                     | 3º                                                     | 4º                                                     | 5º                                                     | 6º                                                     | 7º                                                     | 8º                                                     | 9º                                                     | 10º                                                    |
| ------------------------------------------------------ | ------------------------------------------------------ | ------------------------------------------------------ | ------------------------------------------------------ | ------------------------------------------------------ | ------------------------------------------------------ | ------------------------------------------------------ | ------------------------------------------------------ | ------------------------------------------------------ | ------------------------------------------------------ |
| 25                                                     | 18                                                     | 15                                                     | 12                                                     | 10                                                     | 8                                                      | 6                                                      | 4                                                      | 2                                                      | 1                                                      |

| Sistema de pontuação para a terceira bateria | Sistema de pontuação para a terceira bateria | Sistema de pontuação para a terceira bateria | Sistema de pontuação para a terceira bateria | Sistema de pontuação para a terceira bateria | Sistema de pontuação para a terceira bateria | Sistema de pontuação para a terceira bateria | Sistema de pontuação para a terceira bateria | Sistema de pontuação para a terceira bateria | Sistema de pontuação para a terceira bateria |
| 1º                                           | 2º                                           | 3º                                           | 4º                                           | 5º                                           | 6º                                           | 7º                                           | 8º                                           | 9º                                           | 10º                                          |
| -------------------------------------------- | -------------------------------------------- | -------------------------------------------- | -------------------------------------------- | -------------------------------------------- | -------------------------------------------- | -------------------------------------------- | -------------------------------------------- | -------------------------------------------- | -------------------------------------------- |
| 15                                           | 10                                           | 8                                            | 7                                            | 6                                            | 5                                            | 4                                            | 3                                            | 2                                            | 1                                            |

## Carro
A ADAC Formel Masters utilizava somente um modelo de carro. O Formulino Plus era produzido pela italiana Dallara, sendo um monocoque em fibra de carbono e kevlar, em conformidade com os regulamentos da FIA. A carenagem é construída em compósito de kevlar e carbono, com suspensão independente duplo A tanto na frente quanto na traseira e amortecedores Sachs/Eibach. O carro calça pneus britânicos Dunlop e rodas Motec.
O Formulino utilizava um motor Volkswagen 1.6 4-cil FSI DOHC, gerando 147 cv (108 kW) a 6000 rpm, acoplada a uma transmissão Hewland FTR, sequencial de cinco velocidades. O carro completo (com piloto e combustível), pesa 570 kg.

## Campeões
| Temporada | Campeão            | Equipe                       |
| --------- | ------------------ | ---------------------------- |
| 2008      | Armando Parente    | URD Motorsport               |
| 2009      | Daniel Abt         | Team Abt Sportsline          |
| 2010      | Richie Stanaway    | ma-con Motorsport            |
| 2011      | Pascal Wehrlein    | Motopark Academy             |
| 2012      | Marvin Kirchhöfer  | Lotus                        |
| 2013      | Alessio Picariello | ADAC Berlin-Brandenburg e.V. |
| 2014      | Mikkel Jensen      | Neuhauser Racing Team        |

## Ver Também
- ADAC
- International Formula Master